# Serge Racine
Serge Racine (9 de octubre de 1951) es un exjugador de fútbol haitiano.

## Trayectoria
Jugó para el Aigle Noir AC desde 1972 hasta 1975. Después de la Copa del Mundo de 1974, llamó la atención y por eso se mudó al Wacker 04 Berlín que entonces estaba en la 2.ª Bundesliga.
Después del final de la temporada 1976-77, tuvo que aceptar el descenso con Wacker, pero logró ascender nuevamente en la temporada siguiente, más aparte en esa campaña ganó  la Amateur-Oberliga Berlin. Se quedó con el club hasta su retiro en 1979 y jugó un total de 60 partidos y marcó cuatro goles para el club berlinés.

## Selección nacional
Estuvo en la convocatoria de hasta ahora la única participación en un Mundial de Haití, que fue en el Alemania Federal 1974, donde actuó en la derrota por 7-0 ante Polonia y fue sustituido en la segunda parte.
Contra Argentina, que se perdió perdió 4-1, estaba en la alineación inicial y jugó hasta el final. No disputó el primer duelo ante Italia.

### Participaciones en Copas del Mundo
| Mundial                        | Sede     | Resultado    |
| ------------------------------ | -------- | ------------ |
| Copa Mundial de Fútbol de 1974 | Alemania | Primera fase |

## Palmarés

### Títulos nacionales
| Título                  | Equipo           | País                | Año  |
| ----------------------- | ---------------- | ------------------- | ---- |
| Amateur-Oberliga Berlin | Wacker 04 Berlin | Alemania Occidental | 1978 |

### Títulos internacionales
| Título                                | Equipo | Sede  | Año  |
| ------------------------------------- | ------ | ----- | ---- |
| Campeonato de Naciones de la Concacaf | Haití  | Haití | 1973 |